# Attaque à la voiture-bélier de Waukesha
L'attaque à la voiture-bélier de Waukesha est survenue le 21 novembre 2021 lorsqu'un véhicule a percuté le défilé annuel du Père Noël à Waukesha, dans le Wisconsin, aux États-Unis, faisant six morts et soixante-deux blessés. Un suspect, Darrell Edward Brooks Jr., est arrêté et inculpé pour homicide volontaire. La piste terroriste est écartée.
La gestion par le système judiciaire de Darrell Brooks avant le drame suscite la polémique en raison de sa mise en liberté sous caution de mille dollars quelques jours avant le drame malgré un casier judiciaire comptant cinquante pages et une précédente attaque à l'aide d'une voiture contre sa conjointe,. La caution, anormalement basse, fait alors l’objet d’une enquête.

## Contexte
Le défilé du Père Noël est un défilé traditionnel ayant lieu dans le centre-ville de Waukesha depuis cinquante-huit ans. Il avait été annulé l'année précédente en raison de la pandémie de Covid-19. Le thème de 2021 était « Réconfort et joie » et comportait plus de soixante attractions. La ville commémorait aussi son 125e anniversaire.

## Déroulement des événements
Le 21 novembre 2021, à 16 h 39 HNC, un SUV Ford Escape rouge franchit les barricades et traverse le défilé de Noël annuel à Waukesha. Un policier tire avec son arme pour tenter d'arrêter le véhicule. Aucun spectateur n'est touché par les coups de feu de l'agent.
Le défilé est diffusé en direct et d'autres participants filment la scène sur des vidéos qui sont ensuite publiées sur les réseaux sociaux. La police confirme par la suite que le conducteur a délibérément visé la foule, conduisant en « zigzag » pour heurter le plus de personnes possible.

## Victimes
La ville de Waukesha déclare que cinq personnes ont été tuées et soixante-deux autres blessées lors de l'attaque ; une sixième victime meurt des suites de ses blessures.
Les Milwaukee Dancing Grannies déclarent que certaines de leurs membres figuraient parmi les personnes tuées. L'archidiocèse catholique romain de Milwaukee déclare que des paroissiens, des étudiants et un prêtre d'une école catholique locale ont été blessés.

## Le suspect
Le suspect, Darrell Edward Brooks Jr., 39 ans, a un lourd casier judiciaire. Il avait été arrêté 21 jours avant l'attaque de Waukesha pour avoir frappé son ex-petite amie avec le même véhicule lors d'une dispute domestique. Les accusations portées contre lui pour cette affaire incluent une mise en danger imprudente, plusieurs délits de violence domestique, ainsi qu'un fait d'obstruction d'un officier de police. Il avait déposé une caution de 1 000 dollars le 19 novembre, deux jours avant l'attaque de Waukesha, et avait été libéré. Brooks a également un mandat contre lui pour un crime sexuel au Nevada.
Le New York Post décrit Darrell Brooks comme « un criminel de carrière violent de 39 ans, un délinquant sexuel enregistré et un rappeur amateur ». Des captures d'écran de la page Facebook de Brooks, sous son pseudo de rappeur MathBoi Fly, ont été mystérieusement supprimées juste après l'attaque à la voiture-bélier, et montrent qu'il avait fait l'éloge d'Hitler, soutenu le mouvement Black Lives Matter – et appelé à la violence contre les Blancs,.
Selon une source policière, Brooks peut avoir une maladie mentale, tout en correspondant également au profil d'un criminel endurci. Une ex-petite amie qui a eu un fils avec Brooks il y a 20 ans a déclaré au New York Post qu'il souffrait de trouble bipolaire.

## Enquête et condamnation
Le 22 novembre, la police annonce lors d'une conférence de presse qu'elle a récupéré le SUV et également placé en garde à vue une personne potentiellement impliquée. De manière non officielle, il est indiqué qu’il s’agit de Darrell Brooks, 39 ans. Ce dernier avait été arrêté vingt-et-un jours plus tôt pour avoir heurté sa petite amie avec le même SUV,. Le procureur général du Wisconsin, Josh Kaul (en), déclare que le ministère de la Justice du Wisconsin (en) participe à l'enquête.
Le chef de la police, Daniel Thompson, déclare ne pas savoir si l'événement est lié au terrorisme. La police enquête initialement pour savoir si le conducteur fuyait une bagarre au couteau à proximité lorsqu'il a rencontré le défilé, avant d'exclure cette piste,. Il quittait les lieux d'une dispute conjugale s'étant produite quelques minutes plus tôt. Le mobile terroriste est écarté.
Lors de son procès, Darrell Brooks obtient de se défendre lui-même sans avocat. Il perturbe ensuite régulièrement les audiences par son comportement fantaisiste et irrespectueux, qui lui vaut plusieurs fois d'être expulsé de la salle d'audience. Il utilise également les arguments pseudo-juridiques des citoyens souverains pour contester la légitimité du tribunal. En novembre 2022, Darrell Brooks est condamné à la prison à vie (6 peines de prison à perpetuité, 925ans de prison et 371ans sous surveillance).

## Conséquences
La Maison-Blanche surveillait la situation peu de temps après la fin de l'événement. Le département de police de Waukesha a immédiatement émis un ordre de mise à l'abri sur place (en) (« shelter-in-place ») pour certaines zones de Waukesha, mais l'a retiré le soir même.
Le gouverneur du Wisconsin, Tony Evers, a exprimé sa gratitude pour les efforts des premiers intervenants et des secouristes, et a exprimé son soutien aux familles et aux membres de la communauté touchés. Evers a ordonné que les drapeaux des États-Unis et du Wisconsin soient mis en berne le lendemain en l'honneur des victimes. Le 22 novembre, des veillées ont eu lieu dans la ville. Le même jour, les écoles du district scolaire de Waukesha (en) étaient fermées, des conseillers supplémentaires devant être mis à la disposition des élèves. L'université Carroll a brièvement fermé son campus en solidarité avec les victimes et leurs proches.